# الوارو مسیگر
الوارو مسیگر (انگلیسی: Álvaro Meseguer؛ زادهٔ ۲۴ ژوئیهٔ ۱۹۹۲) بازیکن فوتبال اهل اسپانیا است.
از باشگاه‌هایی که در آن بازی کرده‌است می‌توان به باشگاه فوتبال رئال ساراگوسا اشاره کرد.